# Jürgen Roth (Politiker)
Jürgen Roth (* 18. März 1963 in Villingen, heute Stadtbezirk von Villingen-Schwenningen) ist ein deutscher Kommunalpolitiker der CDU. Er war von 2003 bis 2018 Bürgermeister der Gemeinde Tuningen und ist seit 2019 Oberbürgermeister von Villingen-Schwenningen.

## Leben
Jürgen Roth ist evangelisch und wuchs in seiner Geburtsstadt auf, wo er auch eine Ausbildung zum Verwaltungswirt absolvierte und beim Baurechtsamt arbeitete. 1990 wurde er Abteilungsleiter im Studentenwerk Konstanz. 1992 wechselte er zur evangelischen Kirche, wo er bis 2003 „Geschäftsführer des Verwaltungszweckverbandes im evangelischen Kirchenbezirk Villingen, Geschäftsführer der Evangelischen Sozialstationen Villingen und Bad Dürrheim, Geschäftsführer der Mobilen Jugendarbeit Villingen-Schwenningen e. V.“ war. Daneben bildete er sich an der Verwaltungs- und Wirtschaftsakademie Freiburg im Breisgau fort und erwarb 1995 den Abschluss „Betriebswirt (VWA)“.

## Politisches Wirken

### Tuningen
Er war seit 2003 Bürgermeister von Tuningen, wo er 2011 mit 95,2 % der Stimmen im Amt bestätigt wurde, sowie stellvertretender Kreisvorsitzender der CDU im Schwarzwald-Baar-Kreis.
Als Bürgermeister von Tuningen, einer Nachbargemeinde Villingen-Schwenningens, hatte Roth zusammen mit anderen Kollegen 2012 eine Klage gegen den dortigen Oberbürgermeister Kubon angestrengt. Dieser habe in seiner Rolle als Chef der Verwaltungsgemeinschaft, in der die Verwaltung von Villingen-Schwenningen für kleinere Umlandgemeinden tätig wird, deren Interessen nicht ausreichend berücksichtigt.

### Villingen-Schwenningen
2018 kandidierte er für das Amt des Oberbürgermeisters von Villingen-Schwenningen und konnte sich bei der Stichwahl am 21. Oktober 2018 mit absoluter Mehrheit durchsetzen. Bei einer Wahlbeteiligung von 40,9 % konnte er 14.179 Stimmen und damit 53,7 % erringen.
Er trat das Amt zum 1. Januar 2019 an. Damit ist er Nachfolger des SPD-Politikers Rupert Kubon, der auf eine Kandidatur für eine dritte Amtszeit verzichtete, um eine Ausbildung zum Diakon zu beginnen.
Eine Mitbewerberin, die bereits zuvor massenhaft, aber chancenlos bei Bürgermeisterwahlen kandidiert hatte, hatte die Wahl angefochten. Sie war damit sowohl hinsichtlich anderer Wahlen als auch in Bezug zur Wahl Roths vor dem Verwaltungsgericht Freiburg gescheitert. Dennoch konnte Roth sein Amt bis zur Entscheidung des Verwaltungsgerichtshofs Mannheim im November 2019 nur vorläufig, als sogenannter Amtsverweser, antreten. Dabei hatte er alle Rechte eines Oberbürgermeisters, jedoch kein Stimmrecht im Gemeinderat. Die Gegenkandidatin wurde für prozessunfähig erklärt.